# Salvador Arenas
Salvador Jesús Arenas Jiménez (* 23. Oktober 1931; † 5. Dezember 2003) war ein chilenischer Fußballspieler. Der Abwehrspieler absolvierte ein Länderspiel für die chilenische Nationalmannschaft. 

## Karriere

### Verein
Salvador Arenas, auch als Ferrilo bekannt, spielte mindestens von 1949 bis 1958 beim CF Universidad de Chile und absolvierte 177 Ligaspiele für den Verein.

### Nationalmannschaft
Salvador Arenas debütierte für die Nationalmannschaft Chiles im September 1957 bei der Copa O’Higgins gegen Brasilien. Das 1:1-Unentschieden blieb das einzige Länderspiel des Abwehrspielers.